# Lista orașelor din Republica Congo
Aceasta pagină este o listă a orașelor din Republica Congo.

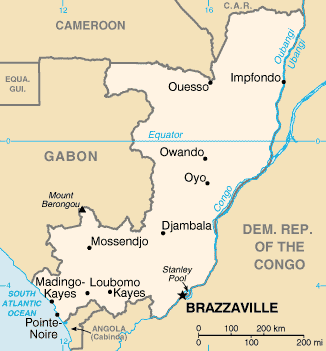
Harta Republicii Congo

- Bomassa
- Brazzaville
- Diosso
- Djambala
- Etoumbi
- Ewo
- Gamboma
- Impfondo
- Kayes
- Kinkala
- Loubomo
- Madingo-Kayes
- Madingou
- Makoua
- Matsanga
- Mbinda
- Mont Bello
- Mossendjo
- Ngamaba-Mfilou
- Nkayi
- Ouésso
- Owando
- Oyo
- Pointe-Noire
- Sembé
- Sibiti